# Filistata wunderlichi
Espèce
Filistata wunderlichi est une espèce d'araignées aranéomorphes de la famille des Filistatidae.

## Distribution
Cette espèce est endémique d'Espagne. Elle se rencontre en Murcie et en Andalousie.

## Description
Le mâle holotype mesure 4,03 mm et la femelle paratype 4,13 mm.

## Étymologie
Cette espèce est nommée en l'honneur de Jörg Wunderlich.

## Publication originale
- Zonstein & Marusik, 2019 : A revision of the spider genus Filistata (Araneae: Filistatidae). Arachnology, vol. 18, no 2, p. 53-93.